# Театралност
Театролност је особина онога што је позоришно (комад, представа и друго). У колоквијалном смислу односи се на понашање особе које се може окарактерисати као пренаглашено, извештачено, као на позорници.